# Keynote
El Keynote és un programa de presentacions desenvolupat com a part del conjunt de programari de productivitat iWork d'Apple Inc. La versió 8 de Keynote per a Mac, l'última actualització de caràcter important, es va publicar a l'abril de 2018. S'hi han afegit nous temes, transicions i animacions, així com l'habilitat per a control la presentació de diapositives amb un iPhone, iPad o iPod touch mitjançant l'aplicació Keynote remote, que es troba disponible a l'App Store.
El programa va començar com l'aplicació que feia servir l'executiu en cap d'Apple, Steve Jobs, per crear les presentacions que mostrava a la Macworld Conference & Expo i a altres esdeveniments de la companyia. Abans d'aquesta, Jobs utilitzava Concurrence, de Lighthouse Design, un programa similar que funcionava a NeXTSTEP i a plataformes OpenStep.
La primera vegada que es va comercialitzar, com a versió 1.0, va ser durant el 2003, per tal de competir amb altre programari que ja existia al mercat, com ara el Microsoft PowerPoint.